# Dr Slump (série télévisée d'animation, 1981)
Pour les articles homonymes, voir Dr Slump (homonymie).
Dr Slump (Dr.スランプ　アラレちゃん, Dr Slump Arale-chan) est une série télévisée d'animation japonaise en 243 épisodes de Minoro Okazaki et Shigeyasu Yamauchi, adaptée du manga homonyme d'Akira Toriyama, produite par Toei Animation et diffusée entre le 8 avril 1981 au 19 février 1986 sur Fuji Television.
En France, seulement 54 épisodes ont été diffusés à partir du 5 septembre 1988 sur TF1 dans le Club Dorothée, puis dans l'émission Youpi ! L'école est finie sur la Cinq.

## Synopsis
C'est dans le paisible village Pingouin qu'habite le génial professeur Slump, un scientifique un peu loufoque, qui, pour mettre fin à sa solitude, inventa un robot à l'apparence humaine (on dirait une gentille petite fille de 13 ans) : Arale. Ne connaissant rien à la vie, Arale va enchaîner catastrophes sur catastrophes et la vie du Docteur Slump va alors devenir de plus en plus mouvementée… Chaque épisode présente une histoire différente, toujours très loufoque.

## Fiche technique
- Titre original : Dr.スランプ　アラレちゃん (Dr Slump Arale-chan)
- Titre français : Dr Slump
- Réalisation : Minoro Okazaki, Shigeyasu Yamauchi
- Scénario : d'après le manga homonyme de Akira Toriyama
- Conception des personnages : Minoru Taeda
- Décors : Tadanao Tsuji
- Musique : Shunsuke Kikuchi
- Société de production : Toei Animation
- Société de diffusion : Fuji Television
- Pays : Japon
- Langue : japonais
- Nombre d'épisodes : 243 (5 saisons)
- Durée : 24 minutes
- Date de première diffusion :  Japon : avril 1981 ;  France : 5 septembre 1988

## Distribution
- Kenji Utsumi (VF : Francis Lax (Dr Slump) ; Raoul Delfosse (Dragon Ball)) : Senbei Norimaki alias le Dr Slump
- Mami Koyama (VF : Évelyne Grandjean (Dr Slump) ; Céline Montsarrat (Dragon Ball)) : Arale Norimaki
- Mariko Mukai (VF : Ophélie Brissot (Dr Slump) ; Danièle Douet (Dragon Ball)): Midori Yamabuki
- Toshio Furukawa (VF : Jean-Louis Rugarli (Dr Slump) ; Vincent Ropion (Dragon Ball)) : Taro Soramame
- Kazuko Sugiyama (VF : Maryse Meryl, Laurence Crouzet (voix de remplacement épisode 23) (Dr Slump) ; Danièle Douet (Dragon Ball)) : Akané Kimidori
- Naomi Jinbo : Pisuké Soramame

## Épisodes
La liste ci-après est celle des épisodes diffusés au Japon. Seuls 55 épisodes d'entre eux furent doublés en français.

## Commentaires
- En France, la censure reprochait l'humour scatologique de la série : AB Groupe a dans un premier temps remonté les épisodes mais a finalement renoncé. Ainsi seuls 55 épisodes ont été traduits en français.

- Sur la chaîne Mangas, AB a remplacé les génériques français par les originaux, en japonais donnant ainsi l'impression qu'il s'agit d'une version non-censurée. Seulement on y retrouve, malgré les génériques japonais, les masters et censures de la VF. Ce genre de procédé a été fait sur d'autres séries, comme Ranma ½, et uniquement pour la télévision.[réf. nécessaire]